# Ytter-Skottjärnen
Ytter-Skottjärnen är en sjö i Örnsköldsviks kommun i Ångermanland och ingår i Moälvens huvudavrinningsområde.